# Народно читалище „Никола Павлов Корчев – 1928“
Народно читалище „Никола Павлов Корчев – 1928“ е читалище в село Долна Диканя, област Перник.
Читалището е основано през 1928 г. Към него функционират фолклорна певческа група, група за народни обичаи, танцова група, група за словесен фолклор и инструменталисти. Читалищната библиотека разполага с 9488 тома литература. Носи името на родения в селото опълченец и последен знаменосец на Самарското знаме Никола Корчев.
На входа на читалището са поставени паметни плочи от черен мрамор в памет на загиналите във Втората световна война: Свилен Н. Лазаров, младши сержант Свилен Д. Джамалов, младши сержант Стефан Т. Божилов, Костадин В. Димов, Георги В. Дойченов, Яне Л. Пипишев, Стойко М. Фърчалов, Петър С. Кортов, Атанас Б. Горолов, Владимир В. Кочев, Анани П. Палпурин, Димитър В. Лазаров, Кастадин З. Тафраджийски, Асен Г. Димов, Димитър Х. Чиширков, Драгомир Г. Колев, Георги Б. Гечев.